# Joseph Pokossy Doumbe
Pour les articles homonymes, voir Doumbe.
Joseph Dipita Pokossy Doumbe  est un pharmacien, ancien député, dignitaire Sawa, personnalité politique et haut fonctionnaire camerounais.

## Biographie

### Enfance et débuts
Il naît le 21 août 1932 à Kaduna au Nigéria de parents camerounais. Son père était directeur adjoint des travaux de tout le grand nord Nigéria. Il commence sa scolarité en anglais. Il perd son père à l'âge de 7 ans. Il se retrouve avec sa sœur et sa mère veuve à Douala où il doit apprendre le français et la langue Douala.
En 1947, il obtient le certificat d'études primaires à l’École principale d’Akwa. Parti en 1949 du Cameroun, ses études secondaires se déroulent en France au collège Jules Ferry à Coulommiers, puis au Lycée Michelet à Vanves, sanctionnés par le Baccalauréat en sciences expérimentales en 1954.
Il est diplômé de pharmacie en 1959 de la Faculté de pharmacie de Paris. Pendant ses dernières années universitaires, il est interne au centre hospitalier Emile Roux à Brevannes.

### Carrière

#### Fonctions privées
De retour au Cameroun en 1960, il n'obtient pas d'embauche comme fonctionnaire. Il reçoit plus tard 1 million de FcFa pour s'installer comme pharmacien. Ce qu'il fait en ouvrant la pharmacie d'Akwa, l'une des 2 pharmacies de Douala comme Rodolphe Tokoto, 1ier maire de Douala, élu en 1956. Il devient propriétaire de la pharmacie du centre à Douala. Il a été président de nombreuses organisations : syndicat des pharmacies du Cameroun, conseil de l’ordre des pharmacies, Association pharmaceutique Interafricaine (API).

#### Engagements politiques
Sa carrière politique commence dès les années 1960 comme conseiller municipal de la commune de Douala (1962-1977). Le 7 juin 1970, il est élu député à l’Assemblée Nationale Fédérale, et y siégera jusqu’en 1973. Le 6 novembre 1987, il est nommé 1er Adjoint au délégué du gouvernement auprès de la Communauté Urbaine de Douala, puis, du 13 avril 1989 au 27 février 1996, il occupe le poste de délégué du gouvernement auprès de la Communauté Urbaine de Douala.
Il est par ailleurs membre du bureau politique du RDPC depuis juillet 1992 et membre du Conseil Économique et Social depuis 1975.

### Vie privée
Joseph Pokossy Doumbe épouse Elise Ndongo Moutome en 1980. Son épouse est député depuis 2013. Il est père de 9 enfants.